# Fàbrica Can Llopis
La Fàbrica Can Llopis o Gràfiques Ocram és un edifici de l'Hospitalet de Llobregat (Barcelonès), catalogat com a bé cultural d'interès local.

## Descripció
De l'antiga fàbrica només es conserva la casa del director (adossada a la del de la veïna fàbrica Cosme Toda), de dues plantes i terrat, i la xemeneia. La façana principal està delimitada per dues pilastres de maó que recorren tota l'alçada. Al centre de la planta baixa s'obre la porta i a banda i banda hi ha una finestra. Al primer pis hi ha un balcó corregut i tres portes li donen accés. Totes les obertures tenen la part superior esglaonada.
La façana que dona a l'interior del recinte té a la planta baixa un petit porxo a la dreta on es troba la porta d'entrada, una petita galeria en forma de mig hexàgon al centre i a l'esquerra una finestra. El porxo està tancat per una reixa de ferro forjat decorada amb espirals i rombes. Al primer pis hi ha una galeria sostinguda per pilars quadrangulars i la part superior està decorada amb punxes.
El terrat està envoltat per una balustrada de maó, excepte en la façana interior que és un mur ondulat i decorat amb pilastres de maó.
La xemeneia és de maó, de base circular, amb tirants de ferro i una sanefa de maons a la part superior.

## Història
La indústria ceràmica té una llarga tradició a l'Hospitalet: el 1856 ja hi havia una bòbila, el 1878 hi havia cinc indústries i el 1912 arribaven a la dotzena.
Moltes d'elles s'especialitzaren en lloseta fina, coneguda popularment amb el nom de cairó. La Ceràmica Llopis és de les de l'última època. Totes aquestes fàbriques han anat desapareixent i canviant d'activitat.

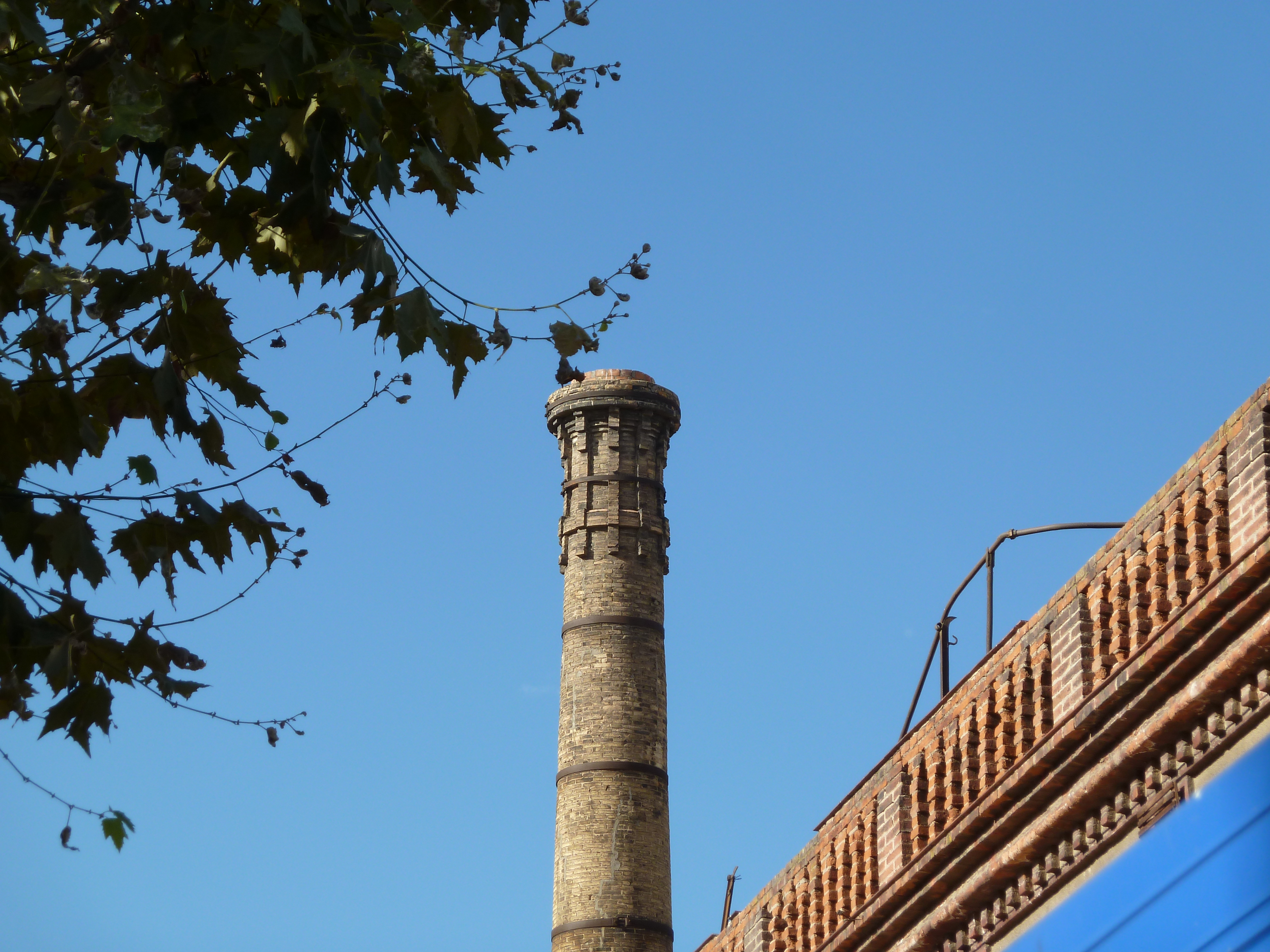
Xemeneia de Can Llopis